# 張憲 (弘治戊午舉人)
張憲（15世紀—16世紀），字守之，南直隸鳳陽府鳳陽縣人，明朝政治人物。

## 生平
張憲是弘治十一年（1498年）戊午科應天鄉試舉人，嘉靖五年（1526年）任武康知縣，他個性仁厚不威嚴，在地方修葺學校、橋梁、道路、公署，人物毋須擔憂，不久離任陞為刑部主事，人民都思念他。

## 引用
1. 1 2  光緒《鳳陽縣志·卷八》
2. ↑  道光《武康縣志·卷十七·列傳一》：張憲，字守之，鳳陽舉人，嘉靖五年知縣事，性仁厚弗尚嚴威，事以漸舉，凡學校、橋梁、道路、公署多所修葺，民弗為病，再考陞刑部主事去，人頗思之。
3. ↑  同治《湖州府志·卷六十三·名宦錄》：張憲，字守之，鳳陽人，舉人，嘉靖五年知武康，性仁厚弗尚嚴威，事以漸舉，凡學校、橋梁、道路、公署多所修葺，再考陞刑部主事，去後人頗思之。 栗志，又武康劉志